# Вільшанка (зупинний пункт)
Вільша́нка — пасажирський залізничний зупинний пункт Івано-Франківської дирекції Львівської залізниці на неелектрифікованій лінії Делятин — Ділове між станціями Рахів (4 км) та Берлибаш (5 км). Розташований в селі Вільховатий Рахівського району Закарпатської області.

## Пасажирське сполучення
Станом на серпень 2019 року пасажирське сполучення відсутнє. Незважаючи на продовження маршруту руху приміського поїзда Коломия — Рахів до зупинного пункту Ділове, приміські поїзди прямують через платформу Вільшанка без зупинок. Найближча станція, де є можливість здійснити посадку на поїзди далекого та приміського сполучення — Рахів.